# Courtnee Draper
Courtnee Draper (* 24. April 1985 in Orlando, Florida, USA) ist eine US-amerikanische Filmschauspielerin und Synchronsprecherin für Computerspiele.

## Biografie
Courtnee Draper ist seit Ende der 1990er Jahre als Filmschauspielerin tätig. Sie spielte bei einigen Disney-Channel-Produktionen wie The Thirteenth Year, Meine Stiefschwester ist ein Alien oder der Comedyserie Trikot der Champions (1999–2004) mit. 2002 spielte sie in der Seifenoper Reich und Schön. Neben ihren Aufträgen bei Film und Fernsehen studierte sie Rechtswissenschaften an der Loyola Marymount University in Los Angeles. Sie war bis 2009 als Schauspielerin aktiv.
Ihre Synchronisation der „Elizabeth“ im Computerspiel BioShock Infinite von 2013 brachte ihr mehrere Preise und Nominierungen ein. Es folgten weitere Game-Synchronisationen, darunter Days Gone (2019) als „Sarah Whitaker“.

## Filmografie
| Jahr      | Titel                                      | Rolle                             | Notiz                             |
| --------- | ------------------------------------------ | --------------------------------- | --------------------------------- |
| 1998      | The Modern Adventures of Tom Sawyer        | Susan                             |                                   |
| 1998      | Magic Jersey                               | Morgan Hudson                     | TV-Film                           |
| 1998      | Phyfutima                                  | Phyfutima                         | Kurzfilm                          |
| 1998      | Hör mal, wer da hämmert                    | Erica                             | Episode: „Mr. Likeable“           |
| 1999      | Pacific Blue – Die Strandpolizei           | Lauren Chandler                   | Episode: „Lucky 13“               |
| 1999      | The Thirteenth Year                        | Samantha „Sam“, Cody’s girlfriend | TV-Film                           |
| 1999      | Lord Hubert - Hundeadel verpflichtet       | Charlotte                         |                                   |
| 1999–2004 | Trikot der Champions                       | Morgan Hudson                     | 56 Episoden                       |
| 2000      | Kidnap Madonna’s Baby                      | Helen                             | Kurzfilm                          |
| 2000      | Stepsister from Planet Weird               | Megan Larson                      | TV-Film                           |
| 2002      | The Biggest Fan                            | Brittany Holland                  |                                   |
| 2002      | Das Königreich der Katzen                  | Newscaster                        |                                   |
| 2002      | The Yard Sale                              | Sophie                            | Kurzfilm                          |
| 2002      | Reich und Schön                            | Erica Lovejoy                     | 86 Episoden                       |
| 2002      | Buffy – Im Bann der Dämonen                | Annabelle                         | Episode: „Bring on the Night“     |
| 2004      | Tru Calling – Schicksal reloaded!          | Melissa Sumner                    | Episode: „Two Pair“               |
| 2004      | Plötzlich verliebt                         | Girl at Dance                     |                                   |
| 2004      | The Days                                   | Emma                              | 5 Episoden                        |
| 2004      | Veronica Mars                              | Darcy                             | Episode: „Drinking the Kool-Aid“  |
| 2005      | Kingdom Hearts II                          |                                   | Videospiel                        |
| 2005      | Eyes                                       | Lindsay Baker                     | Episode: „Trial“                  |
| 2006      | CSI: Miami                                 | Mandy Creighton                   | Episode: „Open Water“             |
| 2006      | The Immaculate Misconception               | Mary Flanagan                     |                                   |
| 2007      | Campus Ladies                              | Lara                              | Episode: „Safety First“           |
| 2007      | Könige der Wellen                          |                                   |                                   |
| 2007      | Ghost Whisperer – Stimmen aus dem Jenseits | Allison                           | Episode: „Don’t Try This at Home“ |
| 2008      | Ponyo – Das große Abenteuer am Meer        | Little Girl                       |                                   |
| 2008      | Booth Girls                                | Tiffany / Queen Natalia           | Kurzfilm                          |
| 2009      | Bored to Death                             | Extra                             | Episode: „The Alanon Case“        |
| 2013      | BioShock Infinite                          | Elizabeth                         | Videospiel                        |
| 2013      | Alien Rage                                 | Karen                             | Videospiel                        |
| 2013–2014 | BioShock Infinite: Burial at Sea           | Elizabeth                         | Videospiel                        |
| 2014      | Disney Infinity: Marvel Super Heroes       | White Tiger                       | Videospiel                        |
| 2015      | Disney Infinity 3.0                        | White Tiger                       | Videospiel                        |
| 2019      | Days Gone                                  | Sarah Irene Whitaker              | Videospiel                        |